# それいけ!アンパンマン 夢猫の国のニャニイ
『それいけ!アンパンマン 夢猫の国のニャニイ』（それいけアンパンマン ゆめねこのくにのニャニイ）は2004年（平成16年）7月17日公開の映画『それいけ!アンパンマン』シリーズ通算第16作。同時上映作品は『それいけ!アンパンマン つきことしらたま〜ときめきダンシング〜』。
全日本私立幼稚園連合会、社会福祉法人日本保育協会推薦作品。

## 概要
第5作『恐竜ノッシーの大冒険』、第7作『ゆうれい船をやっつけろ!!』に続いてメロンパンナが活躍する作品。
物語中、ロールパンナがメロンパンナに語る「何をする為に生まれてきたか」という話は、『それいけ!アンパンマン』で描かれるテーマの一つであり、第18作目の『いのちの星のドーリィ』にも繋がる内容になっている（ロールパンナは『いのちの星のドーリィ』でもゲストヒロインのドーリィに対して同様の話をする）。
ニャニイ役の西村知美とムーマ役の西尾拓美は夫婦での出演である。共に声優経験を持ち、西尾の芸能活動は、1992年のCHA-CHA解散以来であり、アンパンマン関連ではCHA-CHAとして『アンパンマンたいそう』を発売して以来である。

## あらすじ
100年に一度接近すると言うドリーム彗星が見える夜、みんなが同じ夢を見ると言う不思議な現象が起こる。そして翌朝、メロンパンナが目覚めると、ベッドには夢の中に出てきた卵があり、その卵から猫が生まれてきたのだ。メロンパンナはその猫を「ニャニイ」と名付け、育てることを決意する。
ニャニイと楽しい日々を過ごすメロンパンナ。しかし、またみんなが同じ夢を見た夜、夢の中の世界は荒れ果てていた。そして、ニャニイはドリーム彗星のなかの夢猫の国の猫で、ネムネムの実を食べないと消滅することが判明した。
ニャニイと別れたくない気持ちを押し切ってドリーム彗星へ急行するメロンパンナとアンパンマン達。しかし、ネムネムの実を食べて夢をかなえようとするばいきんまん達がネムネムの実を根こそぎ採ってしまったのだ。果てには悪夢怪物「ムーマ」も出現し、ニャニイはまさに絶体絶命の危機に。
果たして、アンパンマン達は夢猫の国を救うことが出来るのか？

## 登場キャラクター（キャスト）
詳細はアンパンマンの登場人物一覧を参照。

### レギュラーキャラクター
アンパンマン
声 - 戸田恵子
ばいきんまん
声 - 中尾隆聖
ネムネムの実を食べてアンパンマンを倒そうとドリーム彗星に出向き、ネムネムの実を根こそぎ取ったため、ムーマを目覚めさせてしまう。
ムーマの強さを気に入り、家来にしようと持ちかけるが即座に光線を受け、乗っていたバクバクロボごと猫になってしまう。その後は届ける途中でムーマに妨害され、落ちてきたアンパンマンの新しい顔をドキンちゃんとホラーマンと連携し、アンパンマンに届けている。
ジャムおじさん
声 - 増岡弘
バタコさん
声 - 佐久間レイ
めいけんチーズ
声 - 山寺宏一
メロンパンナ
声 - かないみか
本作の主役。夢を見た翌朝にいつの間にか現れたニャニイを「ママ」として育て、守り抜いていく。ニャニィを育てていくうちに精神的に少しずつ大人になっていき、物語のラストは母性すらも感じさせる。途中自分の胸を触り、「私の胸の中にもいつもイニシャルのmがいるの。」と言っている。強制変身に遭わない。
しょくぱんまん
声 - 島本須美
カレーパンマン
声 - 柳沢三千代
クリームパンダ
声 - 長沢美樹
ロールパンナ
声 - 冨永みーな
前作『ルビーの願い』では未登場だったが、今作で再登場。しかし、本作での出番は少なく、ストーリーへの関わりはあまり無い。ドリーム彗星には同行しなかった。
ドキンちゃん
声 - 鶴ひろみ
ネムネムの実を食べてしょくぱんまんとラブラブになろうとしていた。
ばいきんまん同様、アンパンマンの顔を届けるのに協力している（ドキンちゃんは『ゴミラの星』でも新しい顔を届ける手伝いをしている）。
ホラーマン
声 - 肝付兼太
ネムネムの実を食べてドキンちゃんとラブラブになろうとしていた。
ばいきんまんやドキンちゃんと共にアンパンマンの顔を届けた（ドキンちゃんと同様に『ゴミラの星』でもアンパンマンの顔を届ける手伝いをしている）。
ちびぞうくん
声 - 坂本千夏
ピョン吉
声 - 原えりこ
ウサ子
声 - 中村ひろみ
キーコ
声 - 泉久美子
カバオくん
声 - 山寺宏一
かびるんるん

### ゲストキャラクター
ニャニイ
声 - 西村知美
卵から生まれた不思議なネコのメスの赤ちゃん。メロンパンナがその鳴き声から名前を付けた。ドリーム彗星の中で眠っていたが、誤って卵がアンパンマンたちの星に来てしまい、メロンパンナが親代わりとなった。夢猫の国にしかないネムネムの実を食べないと消えてしまうため、アンパンマンたちはドリーム彗星へと旅立つ。ムーマの襲撃の前に消えそうになるが、メロンパンナのニャニイを想う気持ちが届いて急成長し（成長直前より喋ることが可能となった）、勇気が出ると立派な剣士に変身し夢猫の国を救う。戦いが終わった後、杖を持ったフルレングス丈ボールガウンラインドレス姿の大人に変身する。その正体はドリーム彗星の中にある夢猫の国を守るために100年に1度生まれるお姫様である。最後は夢猫の国に残りメロンパンナ達と別れるが、ドリーム彗星の接近時期の関係上、二度と会えないとされている。
ムーマ
声 - 西尾拓美
夢猫の国に封印された悪夢怪物。三つ目で、額の目から猫の姿に変える光線を出す（この時額の目は赤くなる）。体をドロドロの液状に変えることもできる。また体はゴムのようになっていて、打撃が通用しない。ドリーム彗星に封印されていたが、ばいきんまんがネムネムの林を荒らしたため目覚める。天敵であるニャニイを執拗に狙うが、剣士となったニャニイとアンパンマンを相手にし、体を液状にした隙を突いたニャニイの一撃で水晶のようになってしまい、アンパンチで粉々にされた。
夢猫
ドリーム彗星の中にある夢猫の国の住人。頭部は猫で魚の胴に羽が生えた体型をしている。ニャニィの従者的役割を担っており、急成長したニャニィの口笛で無数の夢猫が集まる。

### その他の登場キャラクター
みみせんせい
生徒達の出番が主に夢の中であるため、本作では台詞なし。
どんぶりまんトリオ
3人でニャニィをあやすワンシーンのみの登場。
てんどんまん
カツドンマン
かまめしどん
クマ太
ネコ美
ブタお
モン吉

## 用語
ドリーム彗星
100年に一度アンパンマンワールドに近づく彗星。この彗星が近づくと、アンパンマンワールドの住人は同じ夢を見る。ニャニイがいなくなったことで、本来の青色から赤く変色してしまい、悪夢を見せるようになったが、アンパンマンとニャニィがムーマを倒した後、元の色に戻った。
夢猫の国
ドリーム彗星内にある夢猫という不思議な猫のいる国。守護者であるニャニイがいなくなったため、荒れ果ててしまったが、ニャニィが戻ってきて、ニャニィがアンパンマンと一緒にムーマを倒した後、元通りになった。
ネムネムの木
夢猫の国に生えている木。この木に生えている「ネムネムの実」はニャニィの栄養源であり、また数多く倒されてしまうとムーマを甦らせてしまう。アンパンマンとニャニィがムーマを倒した後、元に戻る。

### 乗り物
アンパンマン号
ドキンUFO
ドキンちゃんがニャニイをさらうために使用したが、ロールパンナにリボンで振り回されて飛ばされてしまう。

#### バイキンメカ
バイキンUFO
バクバクロボ
夢猫の国のネムネムの実を奪う為の獏型のロボット。鼻からネムネムの実を吸い込んだり煙幕を吐いたりする。また長い鼻を伸ばして攻撃する。「ネムネムの実を食べると夢が叶う」と勘違いしたばいきんまんにより、ほとんどのネムネムの実を吸い込む。更にはジェット噴射のコントロールに失敗してネムネムの林をなぎ倒したため、ムーマを目覚めさせてしまった。最後はムーマの光線で招き猫にされてしまう。

## スタッフ
- 製作 - 加藤俊三
- 原作 - やなせたかし「ゆめねこのくにのニャニィ」（フレーベル館刊）
- 企画 - 奥田誠治
- プロデューサー - 尾崎隠通、山崎喜一朗、小野利恵子
- 脚本 - 金春智子
- 主題歌 - やなせたかし、三木たかし
- 音楽 - いずみたく、近藤浩章
- キャラクターデザイン・作画監督 - 前田実
- 美術 - 横山幸博、砂川千里
- 色彩設計 - 金井てるみ
- 撮影 - 白尾仁志
- 編集 - 鶴淵允寿、鶴淵和子
- 音響監督 - 山田知明
- 音楽監督 - 鈴木清司
- 音響効果 - 糸川幸良
- 担当プロデューサー - 久保雄輔
- 文芸担当 - 小野田博之
- 演出 - 島崎奈々子
- 監督 - 矢野博之
- 原画 - 星名靖男、菖蒲隆彦、遠藤栄一、赤城由高、薄谷栄之、山内貴美子、とみながまり、和田佳純、他
- 作画監督補 - 大道博政
- 現像 - 東京現像所
- アニメーション制作 - 東京ムービー
- 協力 - 読売新聞社
- 製作 - アンパンマン製作委員会（日本テレビ、VAP、トムス・エンタテインメント、フレーベル館、やなせスタジオ）
- 配給 - 東京テアトル、メディアボックス

## 楽曲
オープニング『アンパンマンのマーチ』
エンディング『勇気りんりん』
作詞：やなせたかし、作曲：三木たかし、編曲：大谷和夫、歌：ドリーミング
テーマ曲『夢猫の子守唄』
作詞：やなせたかし、作曲：ミッシェル・カマ、編曲：チープ広石、歌：西村知美
本編内でメロンパンナがこの曲を基にした子守唄を歌っている。
挿入歌『おかえりニャニイ』
作詞・作曲・編曲：近藤浩章、歌：和田琢磨、近藤浩章、藤岡なつみ、井出真理
この曲はアンパンマン関連の楽曲で原作者のやなせたかしが作詞を担当していない唯一（2014年現在）の曲である。

## それいけ!アンパンマン つきことしらたま〜ときめきダンシング〜
『それいけ!アンパンマン 夢猫の国のニャニイ』の同時上映作品。

### あらすじ
しらたまさんの付き人、つきこちゃんの夢は、しらたまさんと一緒にミュージカルに出演すること。そんな中、ドキンちゃんの命令でばいきんまん達はしらたまさんを攫おうとしたが、誤ってつきこちゃんを攫ってしまう。ミュージカルに出たいドキンちゃんはつきこちゃんと共に稽古を始めるが…。一方のしらたまさん達はつきこちゃんを見つけ出す事ができるのか。

### 登場キャラクター（キャスト）

#### レギュラーキャラクター
アンパンマン
声 - 戸田恵子
バイコング2号にアンパンチを放った際に、バラの花びらが散る演出が使われている。
ばいきんまん
声 - 中尾隆聖
ジャムおじさん
声 - 増岡弘
バタコさん
声 - 佐久間レイ
めいけんチーズ
声 - 山寺宏一
ドキンちゃん
声 - 鶴ひろみ
お芝居のヒロインを演じるつもりが、つきこちゃんと稽古を続けるうちにいつの間にか役柄を変えられ、最終的には裏方に回されてしまう。
ホラーマン
声 - 肝付兼太
しらたまさん
声 - 伊倉一恵
普段はばいきんまんを敵視せずに迎え入れ、攻撃を仕掛けられても芝居だと思い込んでいるが、本作ではつきこちゃんが攫われた事もあってか彼に対する態度が異なる（ばいきんまん達を「バカ」呼ばわりする場面がある）。
メロンパンナ
声 - かないみか
次回作以降の同時上映は登場したり、未登場となる。
ロールパンナ
声 - 冨永みーな
同時上映作品への登場は、『やきそばパンマンとブラックサボテンマン』以来4年振り。しかし、今作では出番が少なく、アンパンマン達と同行しなかった。また､同時上映で登場するのは本作が最後となった。次回作の同時上映には未登場となる。
クリームパンダ
声 - 長沢美樹
同時上映への登場は『アンパンマンとおかしな仲間』以来6年振りとなる。
かびるんるん
声 - 相橋愛子、川名真知子
鎧に身を包み、つきこちゃんを助けに来たしらたまさん達と戦う。
カバオくん
声 - 山寺宏一
クマ太
声 - 川名真知子
ネコ美
声 - 相橋愛子

#### ゲストキャラクター
つきこちゃん
声 - 石黒彩（元モーニング娘。）
しらたまさんの付き人。しらたまさんと一緒にミュージカルに出演するのが夢。
バッハッハ
声 - 藤井恒久（日本テレビアナウンサー）
前作に引き続き登場。楽器まん達を指揮する。

#### その他の登場キャラクター
カレーパンマン
次作の同時上映から4年間台詞付きで登場するようになる。
しょくぱんまん
バラを噛んでる姿で登場。カレーパンマンと同様､次作以降4年間同時上映に台詞付きで登場する。
SLマン
さくらもちねえさん
楽器まん
アコーディオン
大太鼓まん
小太鼓まん
コントラバス
チェロ
チューバ
バイオリン
ピアノマン
ピッコロ
フルート
ホルン
もっきんまん
どんぶりまんトリオ
てんどんまん
カツドンマン
かまめしどん
あかちゃんまん
ドーナツマン
ハンバーガーキッド
コロッケキッド
おむすびまん
こむすびまん
鉄火のマキちゃん
かつぶしまん
ニガウリマン
ナガネギマン
ドリアン王女
アボガドじいや
アンコラ
コアンコラ
ハロウィンマン
ビビンバくん
キャンドルちゃん
ダテマキマン
がいとうさん
ピーマントリオ
ピーマン
赤ピーマン
黄色ピーマン
ブタお
モン吉
ジャスミンさん
ちゃわんむしまろ
みみ先生
ちびぞうくん
つららちゃん
なみだちゃん
ナキウサギ
ナキウサギの母
おしるこちゃん
消しゴム先生
せいろくん
たわらくん
はなびまん
でんでん一座
だいこんやくしゃ
だいこん座長　
ゆでたまごちゃん
キャロットぼうや
ホットサンドちゃん
うなどんまん
サンショウくん
みずうみ姫
ギョクロくん
ねがい星
かなえ星
ピョン吉
ハニー
カレン
ごますり和尚
いなりずしのみこと
やつはしさん
ハッパちゃん
うなぎまん
かしわもちまん
かぜまる
くもまる
きりまる
こんにゃく和尚
こんぺいとさん
ヤギ画伯
以上、エンディングに登場。
ウサコ
目がおかしい姿で登場。

### 乗り物
ドキンUFO
馬車

#### バイキンメカ
バイキンUFO
バイコング2号
剣士のような外見をしたミュージカル仕様に改造され、しらたまさん一行を襲う。剣士に扮したアンパンマンとフェンシングの剣戟を繰り広げた。

### スタッフ
- 製作 - 加藤俊三、重松修
- 原作 - やなせたかし（フレーベル館刊）
- プロデューサー - 尾崎隠通、吉野朋子、小野利恵子
- 脚本 - 米村正二
- 音楽 - いずみたく、近藤浩章
- 作画監督 - 南雲公明、大道博政
- 美術 - 曽我元
- 色彩設計 - 金井てるみ
- 撮影 - 川田敏寛
- 編集 - 鶴淵允寿、鶴淵和子
- 音響監督 - 山田知明
- 音楽監督 - 鈴木清司
- 音響効果 - 糸川幸良
- 文芸担当 - 小野田博之
- 担当プロデューサー - 久保雄輔
- 監督 - 日巻裕二
- 原画 - 南雲公明、松本澄子、米本奈苗、細木隆浩、山本靖貴、三宅里織
- アニメーション制作 - 東京ムービー
- 協力 - 読売新聞社

### 楽曲
オープニング『虹色の歌』
作詞：やなせたかし、作曲：ミッシェル・カマ、青野ゆかり、編曲：青野ゆかり、歌：ドリーミング
エンディング『ふたつの光〜つきことしらたま〜』
作詞：やなせたかし、作曲・編曲：山田益、歌：石黒彩、伊倉一恵
2008年（平成20年）に発表されるドリーミングの「ふたつの光」の原曲にあたる。フルコーラスで流れ、スタッフロールは三番から流れる。
本作以降の同時上映作品における上映終了時のテロップ（2010年の『はしれ!　わくわくアンパンマングランプリ』までは「おしまい」、2011年（平成23年）の『うたって てあそび! アンパンマンともりのたから』以降は「おわり」）は一部の作品を除きHG創英角ポップ体で表記されている。
挿入歌
『アンパンマンたいそう』
作詞：やなせたかし、魚住勉、作曲：馬飼野康二、編曲：近藤浩章、歌 - ドリーミング
『私はドキンちゃん』
作詞：やなせたかし、作曲：いずみたく、編曲：近藤浩章、歌：ドリーミング